# Calculul Firelor de Nisip
Calculul Firelor de Nisip (în limba greacă Αρχιμήδης Ψαµµίτης, din Manuscrisul lui Arhimede) este o lucrare a lui Arhimede în care a încercat să determine limita superioară a numărului firelor de nisip care ar umple întregul univers. Pentru a face acest lucru, el a trebuit să estimeze dimensiunea universului în acord cu modelul cunoscut la acea vreme și a inventat o cale de a calcula numere extrem de mari. Lucrarea, cunoscută în latină sub numele de Archimedis Syracusani Arenarius & Dimensio Circuli, având 8 pagini, este adresată regelui Gelo al Siracuzei, fiul lui Hiero II. Această lucrare este probabil cea mai accesibilă lucrare a lui Arhimede, iar într-un anumit sens prima lucrare academică de cercetare.

## Denumirea numerelor mari
Întâi Arhimede a inventat un sistem de a denumi numerele mari. Sistemul de numărare folosit în acele timpuri putea exprima numerele până la un myriad (μυριάς — 10,000), dar folosind cuvântului myriad prin el însuși, denumirea putea fi imediat extinsă tuturor numerelor până la un myriad de myriade (108). Arhimede denumește numerele până la (108) primele numere, iar numărul (108) unitatea numerelor secunde. Multiplii acestei unități devin numerele secunde până la un myriad de myriade, adică 108•108=1016. Acest număr devine unitatea numerelor terțe, ai cărui multipli devin numerele terțe, și așa mai departe. Arhimede a continuat să denumescă numerele în acest fel până la numere cu unitatea 108, adică, {\displaystyle (10^{8})^{(10^{8})}=10^{8\cdot 10^{8}}}.
După ce a făcut acest lucru, Arhimede denumește numerele pe care le-a definit drept numere din prima perioadă, iar pe ultimul, {\displaystyle (10^{8})^{(10^{8})}}, unitatea perioadei secunde.  Apoi construiește numerele din perioada secundă luând multiplii acestei unități într-un mod analog cu cel în care au fost construite numerele primei perioade. Continuând în această manieră el a ajuns eventual la a myriada perioadă, iar numărul cel mai mare denumit de Arhimede a fost ultimul număr al acestei perioade, adică:
{\displaystyle \left((10^{8})^{(10^{8})}\right)^{(10^{8})}=10^{8\cdot 10^{16}}.}
Un alt mod de a scrie acest număr este sistemul puterilor în baza 10, obținându-se un exponent cu aproximativ 80•1015 zerouri.
Sistemul lui Arhimede este asemănător cu sistemul de numerație pozițional cu baza 108, lucru remarcabil de altfel, deoarece grecii antici foloseau un sistem simplu de scriere a numerelor, în care foloseau 27 de litere diferite ale alfabetului pentru numerele de la 1 la 9, de la 10 la 90 și de la 100 la 900.
De asemenea Arhimede a descoperit și a demonstrat legea exponențială, {\displaystyle 10^{a}10^{b}=10^{a+b}\,}, necesară manipulării puterilor în baza 10.

## Estimarea dimensiunii universului
Pentru a estima limita superioară a firelor de nisip necesare umplerii întregului univers, Arhimede a folosit modelul heliocentric al lui Aristarh din Samos (lucrarea lui Aristarh s-a pierdut, iar lucrarea lui Arhimede este una din puținele lucrări care au supraviețuit și care face referință la această teorie.) Motivul pentru care era folosit acest model de mari dimensiuni este acela că, grecii nu erau capabili să măsoare paralaxa stelară cu tehnica disponibilă acelor vremuri, paralaxele fiind extrem de mici, iar corpurile trebuiau amplasate la distanțe mari de Pământ pentru a presupune teoria heliocentrică adevărată.
Conform cu cele spuse de Arhimede, Aristarh nu a spus cât de departe sunt stelele față de Pământ. Atunci Arhimede a presupus că universul este sferic, iar raportul dintre diametrul universului și cel al orbitei Pământului în jurul Soarelui este egal cu raportul dintre diametrul orbitei Pământului în jurul Soarelui cu cel al diametrului Pământului. Această presupunere poate fi exprimată spunând că paralaxa stelară cauzată de mișcarea Pământului pe orbită este egală cu paralaxa solară cauzată de mișcarea în jurul Pământului.
Pentru a obține limita superioară, Arhimede a folosit supraestimarea datelor existente presupunând că:
- perimetrul Pământului nu este mai mare de 300 myriad stadii (~5•105 km, o stadie antică grecească era de ≈ 185 m.)
- Luna nu era mai mare decât Pământul, iar Soarele nu era mai mare de 30 de ori decât Luna
- diametrul unghiular al Soarelui, văzut de pe Pământ, era mai mare de 1/200 dintr-un unghi drept.

Atunci Arhimede a calculat diametrul universului ca fiind nu mai mare de 1014 stadii (în unități moderne ~2 ani lumină), deci pentru a-l umple sunt necesare 1063 fire de nisip.
Arhimede a făcut de-a lungul timpului câteva experiențe și calcule interesante. Una din experiențe a fost estimarea diametrul unghiular al Soarelui așa cum este văzut de pe Pământ. Experiența lui Arhimede este interesantă prin faptul că a ținut cont de dimensiunea finită a pupilei ochiului și de aceea poate fi prima experiență cunoscută din psihofizică, o ramură a psihologiei care se ocupă de mecanica percepției umane, a cărei dezvoltare este atribuită lui Hermann von Helmholtz. Alte calcule interesante sunt cele ale paralaxei solare și a diferitelor distanțe dintre privitor și Soare, dacă privitorul se află în centrul Pământului sau la suprafața lui la răsăritul Soarelui. Acestea sunt primele calcule cunoscute în ceea ce privește paralaxa solară.

## Citat
„
"Sunt unii, regele Gelon, care cred că numărul de fire de nisip este infinit, dar eu înțeleg prin nisip nu numai cel existent în Siracuza și restul Siciliei, dar și cel care se găsește în orice regiune locuită sau nelocuită. De asemenea mai sunt unii care, fără a le considera infinite, încă mai cred că nu există numere care să-i exprime mărimea. Și este clar că cei care țin la acest punct de vedere, dacă își vor imagina o masă formată din nisip mai mare decât masa Pământului, incluzând în ea toate mările și intrândurile de pe Pământ umplute până la o înălțime egală cu cea a celui mai înalt munte, ar fi de multe ori încă în plus, recunoscând că orice număr poate fi exprimat astfel încât să depășească mulțimea de nisip luată în considerație.

Dar voi încerca să vă arăt cu mijloacele demonstrației geometrice, pe care veți fi în stare să o urmăriți, că numerele denumite de mine și date în lucrarea pe care i-am trimis-o lui Zeuxippus, depășesc nu numai numărul masei nisipului egal în mărime cel care a umplut Pământul în modul pe care l-am descris, dar de asemenea va depăși masa egală în mărime cu cea a universului.." ”—Archimedis Syracusani Arenarius & Dimensio Circuli 

## Lucrări suplimentare
The Sand-Reckoner, by Gillian Bradshaw. Forge (2000), 348pp, ISBN 0-312-87581-9.